# ساماتزاي
ساماتزاي، (بالإنجليزية: Samatzai)‏، (سردينيا: Samatzài)، هي بلدية في مقاطعة سردينيا، إيطاليا. اعتبارا من عام 2016، كان هناك 1680 شخصًا يعيشون هناك. مساحتها 31.16 كيلومتر مربع. 174 متر فوق مستوى سطح البحر. 

## السكان
في سنة 1861 بلغ عدد السكان 1٬402 نسمة، وتطور العدد ليصل في سنة 2011 لـ 1٬720 نسمة.
يظهر هذا المخطط البياني تطور النمو السكاني لـ ساماتزاي